# Czatkowice (Krzeszowice)
Czatkowice – niegdyś wieś w Polsce położona w województwie małopolskim, w powiecie krakowskim, w gminie Krzeszowice, obecnie jedno z osiedli miasta Krzeszowice, składa się z dwóch części: Czatkowice Górne (starsza część) i Czatkowice Dolne (młodsza część), która znajduje się nad rzeką Krzeszówką w Dolinie Krzeszówki. W 1997 wieś została przyłączona do Krzeszowic.
Wieś położona w końcu XVI wieku w powiecie proszowskim województwa krakowskiego była własnością klasztoru norbertanek na Zwierzyńcu w Krakowie.

## Historia
Wieś wymieniana była w dokumencie z 1254 roku pod nazwą Crathowicze i znajdowała się w składzie dóbr Norbetanek ze Zwierzyńca w Krakowie. W XV w. nazywała się Czadkowycze, kiedy to znajdował się folwark, którego właścicielem był Mikołaj Paczółtowski. W XVI w. wieś dziedziczył Jan Zebrzydowski. W 1870 roku w Czatkowicach zamieszkiwało 398 osób, w 1890 roku było już 472 mieszkańców, a w 1910 roku 612 czatkowiczan, w tym 606 katolików i 6 osób wyznania Mojżeszowego. W 1889 roku w Czatkowicach urodził się Jan Gadomski, polski astronom, popularyzator astronomii i kosmonautyki.
Przed I wojną światową „wieś odwiedzana była przez wielu kuracjuszy z pobliskich Krzeszowic, wieś określona była mianem latowiska. Wczasowicze mieli do dyspozycji kilkanaście domków”. W 1920 roku powstała we wsi jednostka Ochotniczej Straży Pożarnej. W 1928 roku dzierżawcą dworu w Czatkowicach Górnych został Józef Seweryński. W 1943 roku Krakowskie Towarzystwo Sportu Wędkowego „Wędzisko” w miejsce zlikwidowanego na skutek innych inwestycji niemieckich ośrodka zarybieniowego w Czatkowicach wybudowało nowy ośrodek. W latach 50. XX w. na terenie Czatkowic Górnych mieszkali pierwsi Świadkowie Jehowy z terenu dzisiejszego zboru w Krzeszowicach. W latach 1907–1985 w Czatkowicach Dolnych istniała szkoła podstawowa, a od 1985 roku do 2000 roku szkoła rolnicza. Uczniowie filii czernichowskiej szkoły mieli praktyki w pobliskim gospodarstwie rolnym (obora w Czatkowicach Górnych, należąca wówczas do Stacji Hodowli Roślin Ogrodniczych w Krzeszowicach, na terenie dawnego dworu – obecnie kompleks hodowlany już nie istnieje).
W południowo-zachodniej części osiedla (Czatkowice Dolne) na zalesionym grzbiecie Bartlowej Góry znajdują się ślady grodziska z okresu wczesnego średniowiecza, nazywane okopami szwedzkimi, ponieważ było również obozem żołnierzy szwedzkich z 1655 roku. W czasie wojen polsko-szwedzkich król Karol Gustaw kazał tam zbudować obszerny obóz otoczony potrójnym rzędem szańców, a przy nim szeroki gościniec z Krzeszowic do Nowej Góry. Gród na Barlowej Górze (Bartlówce) miał średnicę do ok. 280 m.
Na terenie Czatkowic naukowcy z Instytutu Paleobiologii im. Romana Kozłowskiego PAN odkryli m.in. szczątki prażaby Czatkobatrach (Czatkobatrachus polonicus), w brekcji kostnej, fragment kości szczękowej długoszyjego archozauromorfa Czatkowiella, fragment czaszki rodzaju lepidozauromorfa Sophineta, przednią część kości szczękowej bazalnego przedstawiciela Archosauriformes Osmolskina czatkowicensis, jeden kręg szyjny niewielkiego archozauromorfa o nazwie Collilongus oraz kość czaszki i szkielet pozaczaszkowy Parotosuchus speleus.
Eksploatacja wapienia z pokładów wapienia dolnokarbońskiego w Czatkowicach (Dolnych) rozpoczęta w roku 1943 przez hitlerowców w celu zaopatrywania Zakładów Chemicznych w Oświęcimiu, który wypalano na karbid i dalej wytwarzano acetylen. Po II wojnie światowej tutejszy kamieniołom dostarczał wapień dla potrzeb dla potrzeb przemysłu hutniczego, szklarskiego, chemicznego, cukrowniczego i budownictwa, a odpady (wysiewki) do cementowni do produkcji klinkieru. Aktualnie rocznie Kopalnia Wapienia Czatkowice wytwarza ok. 400 tys. ton kruszywa, a pozostałego asortymentu wapienia ok. 1,5 mln ton rocznie. Do kamieniołomu poprowadzona jest bocznica kolejowa z krzeszowickiej stacji PKP – wybudowana w 1944.
Jest to kamieniołom utworów dolnego karbonu facji wapienia węglowego (turnej, wizen). Utwory tej serii o zawartości dolomitu dochodzącej do 36% ze zjawiskami sylifikacji wydobywane były w rejonie Czernej i Paczółtowic. Obszar kopalni położony jest na monoklinie śląsko-krakowskiej, w północnym skrzydle Rowu Krzeszowickiego. Złoże wapienie o zawartości węglanu wapnia 95–97%. Skała jest jasna, lekko żółtawa z bio- i intrasparytami. 17% zasobów stanowią utwory skrasowiałe, składowane na zwałowisku wewnętrznym. Eksploatacja odbywa się na 5 poziomach poprzez odstrzał fragmentu ściany. W tym celu wykonuje się kilkanaście otworów głębokości ok. 20 m, umieszcza się w nich materiał wybuchowy. Po odstrzeleniu urobek transportowany jest do zakładu, gdzie poddawany jest mechanicznemu rozdrabnianiu oraz selekcji. Gotowy surowiec wykorzystywany jest w hutnictwie, cukrownictwie, budownictwie, do odsiarczania spalin (głównie elektrowni w Jaworznie), jako topnik oraz na kruszywo drogowe.
W 2000 roku wybudowano na wzgórzu opodal osiedla Krzyż Milenijny. Nad osiedlem wznosi się Góra Mazurowa, na terenie Czatkowic Dolnych znajdują się źródła: Źródło Nowe, Źródło dr Wróbla, Źródło Teofili i Źródło Chuderskiego, a na terenie Czatkowic Górnych Źródło Czatkowice.
Mieści się tu również noclegownia dla mężczyzn, osiedle bloków Lipiniówka (wszystko w części Czatkowic Dolnych) oraz remiza OSP powstała w latach 1956–1965 (Czatkowice Górne). Na terenie os. Czatkowice oprócz katolików mieszka liczna grupa Świadków Jehowy – ok. 2% mieszkańców. W latach 1975–1998 miejscowość administracyjnie należała do województwa krakowskiego. W 2015 roku powstał postument tzw. prażaby Czatkobatrachus polonicus. W 2017 roku nadano nazwy ulic (Astronoma Jana Gadomskiego, Brzeziny, Cicha, Czatkowice Dolne, Dębowe Wzgórze, Jurajska, Kasztanowa, Lipinówka,  Łąkowa, Na Skałkę, Polna, Wiśniowa, Źródlana).

## Galeria

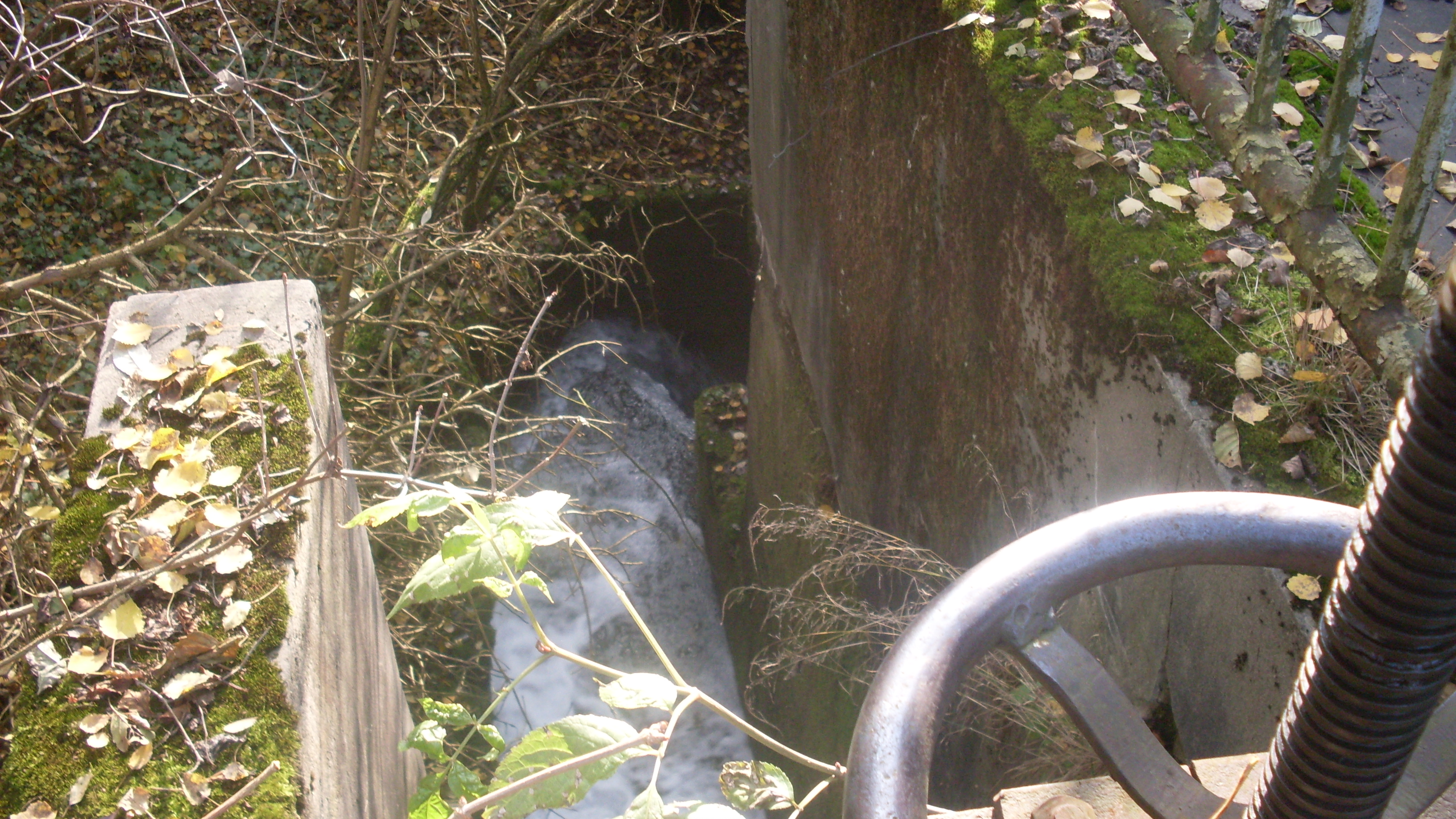
Młyn
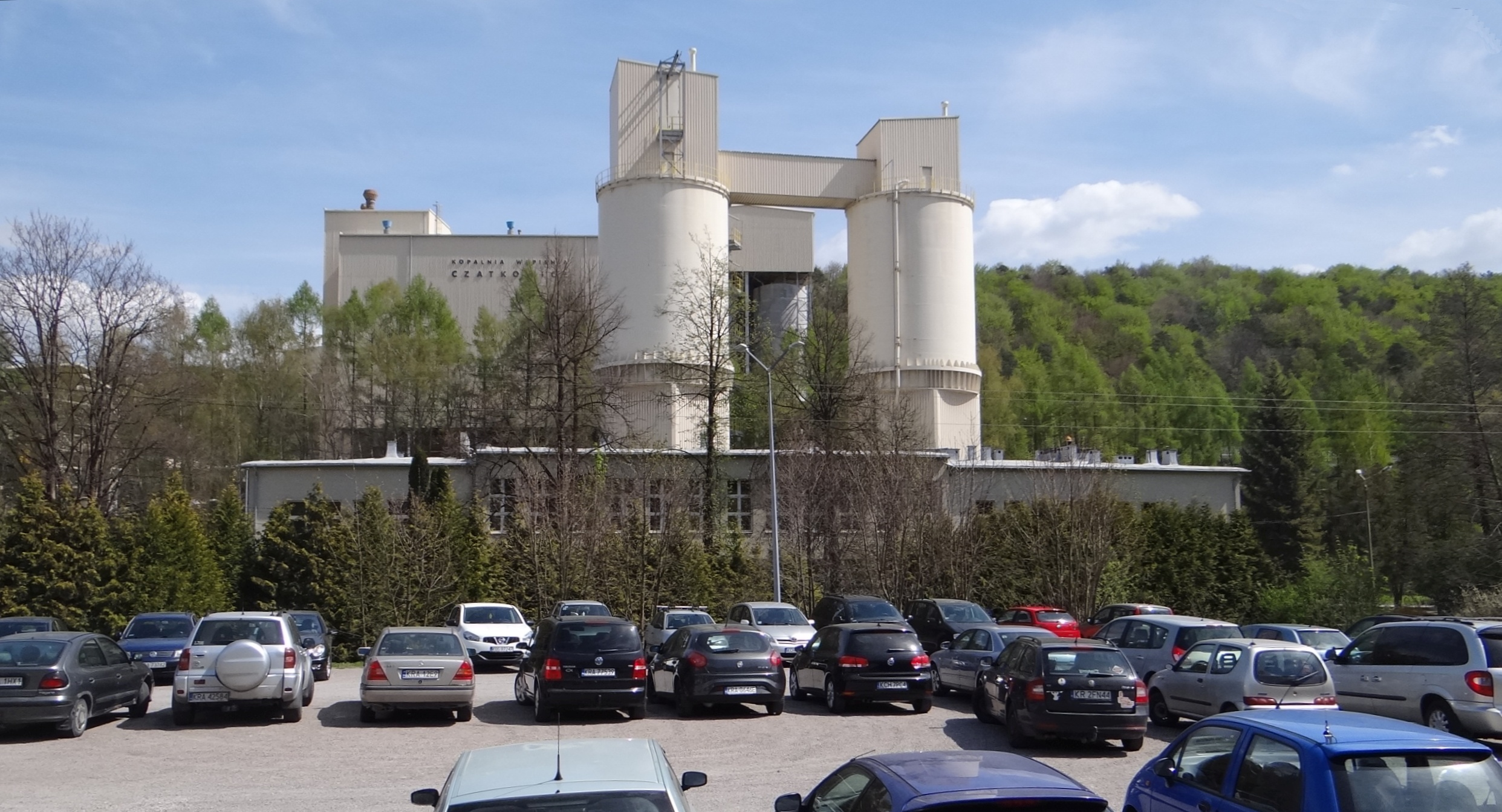
Kopalnia Wapienia Czatkowice
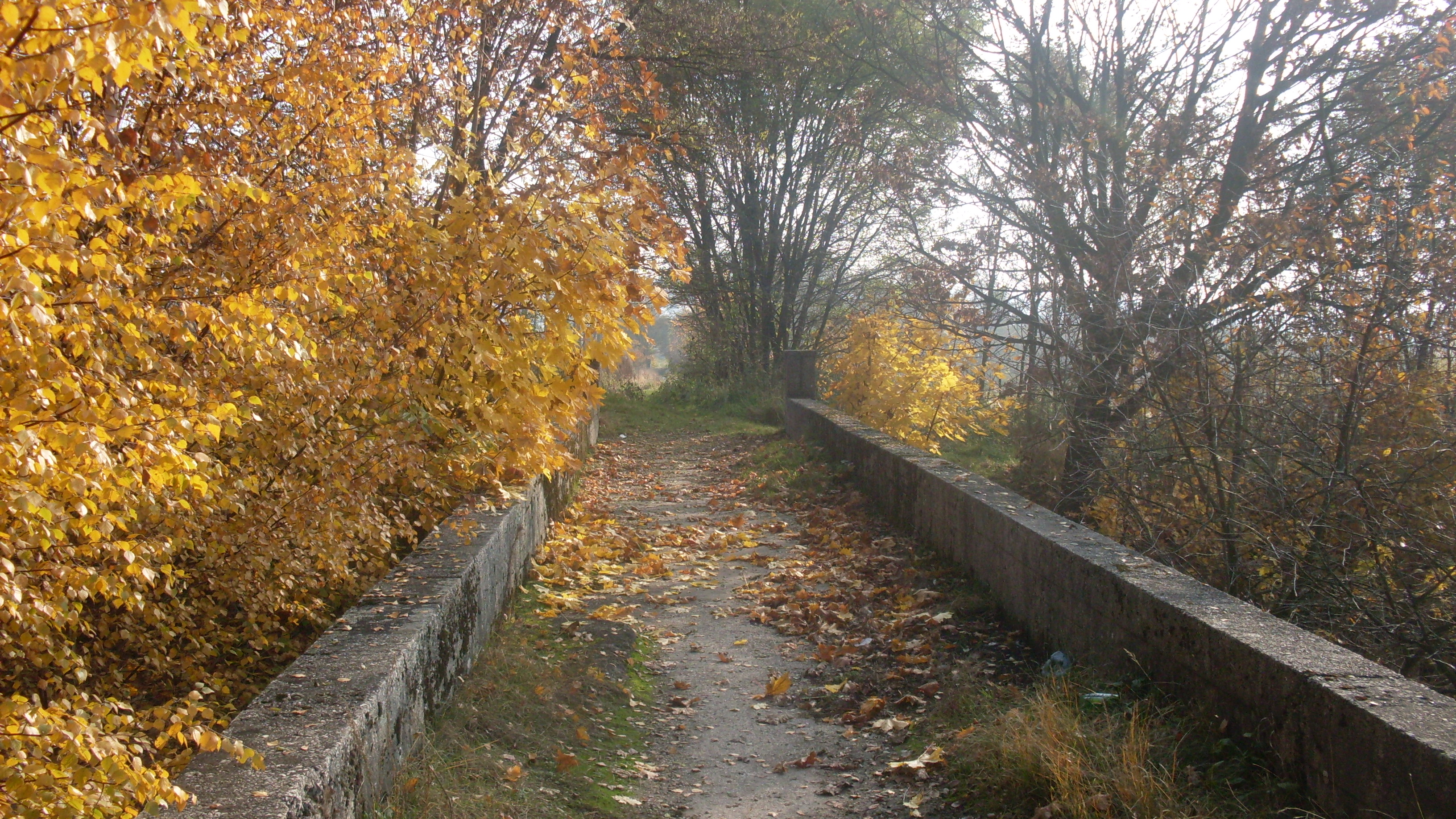
Były most do wapiennika
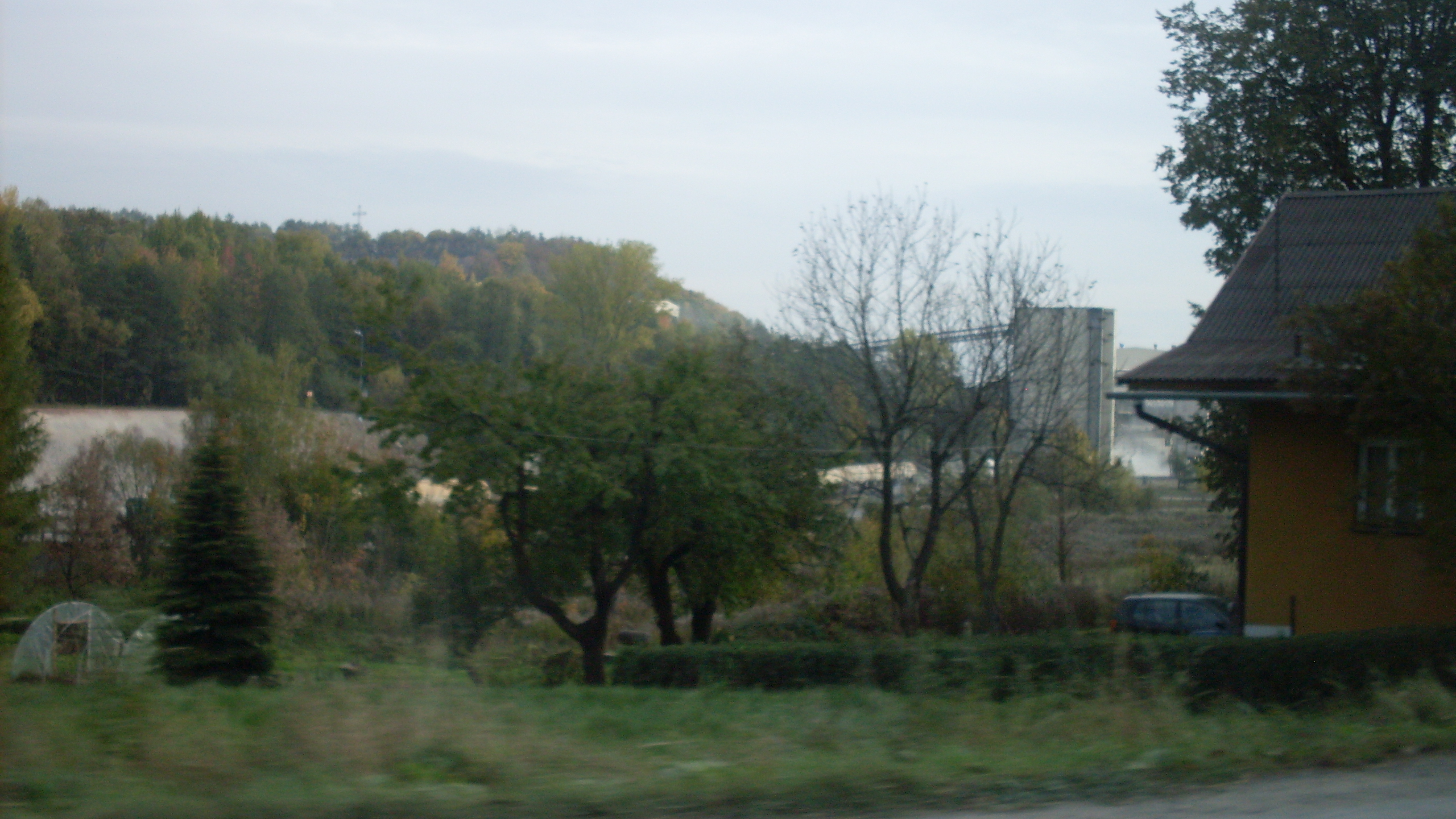
Czatkowice Dolne
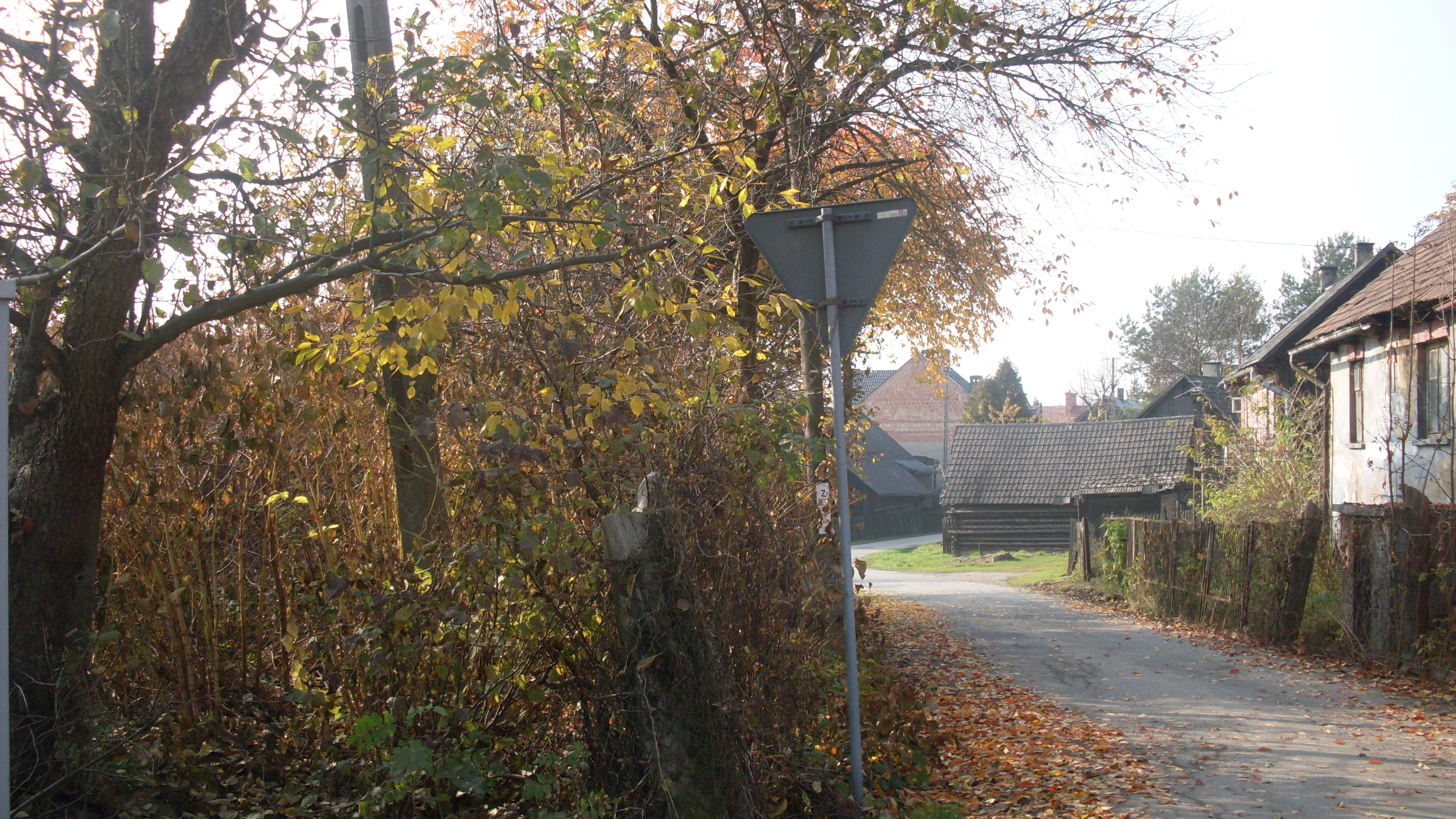
Czatkowice Górne
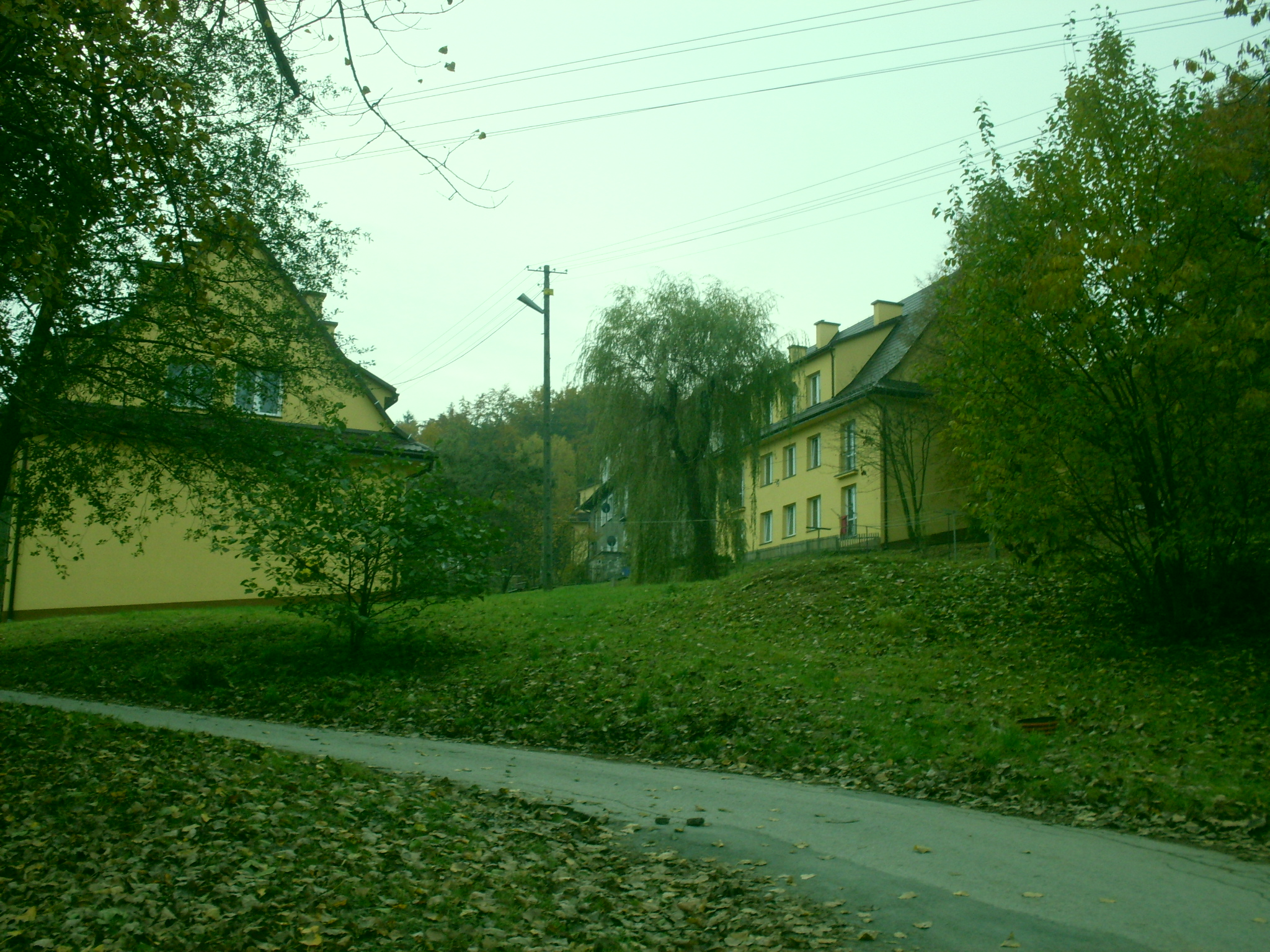
Lipiniówka
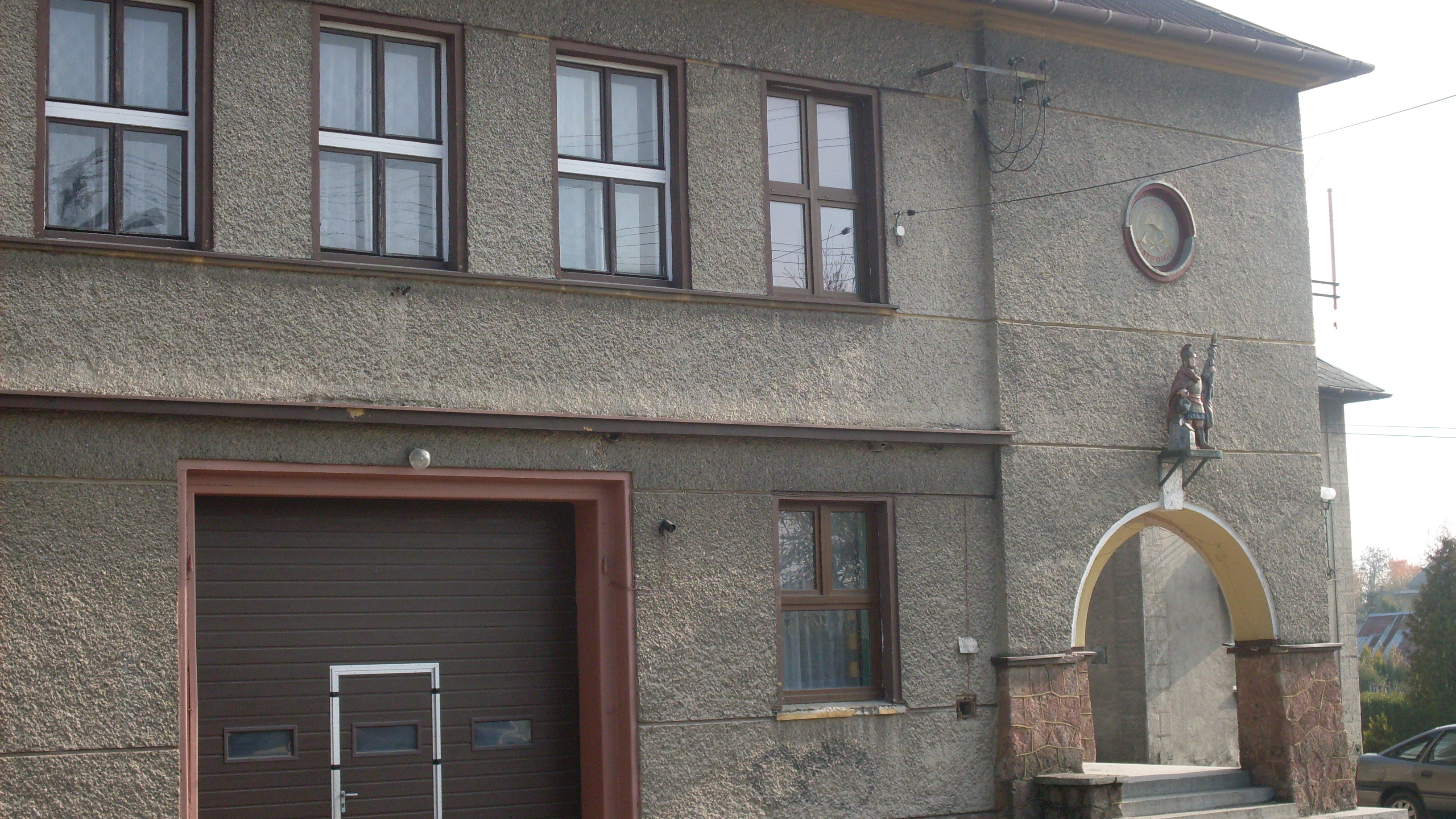
Remiza
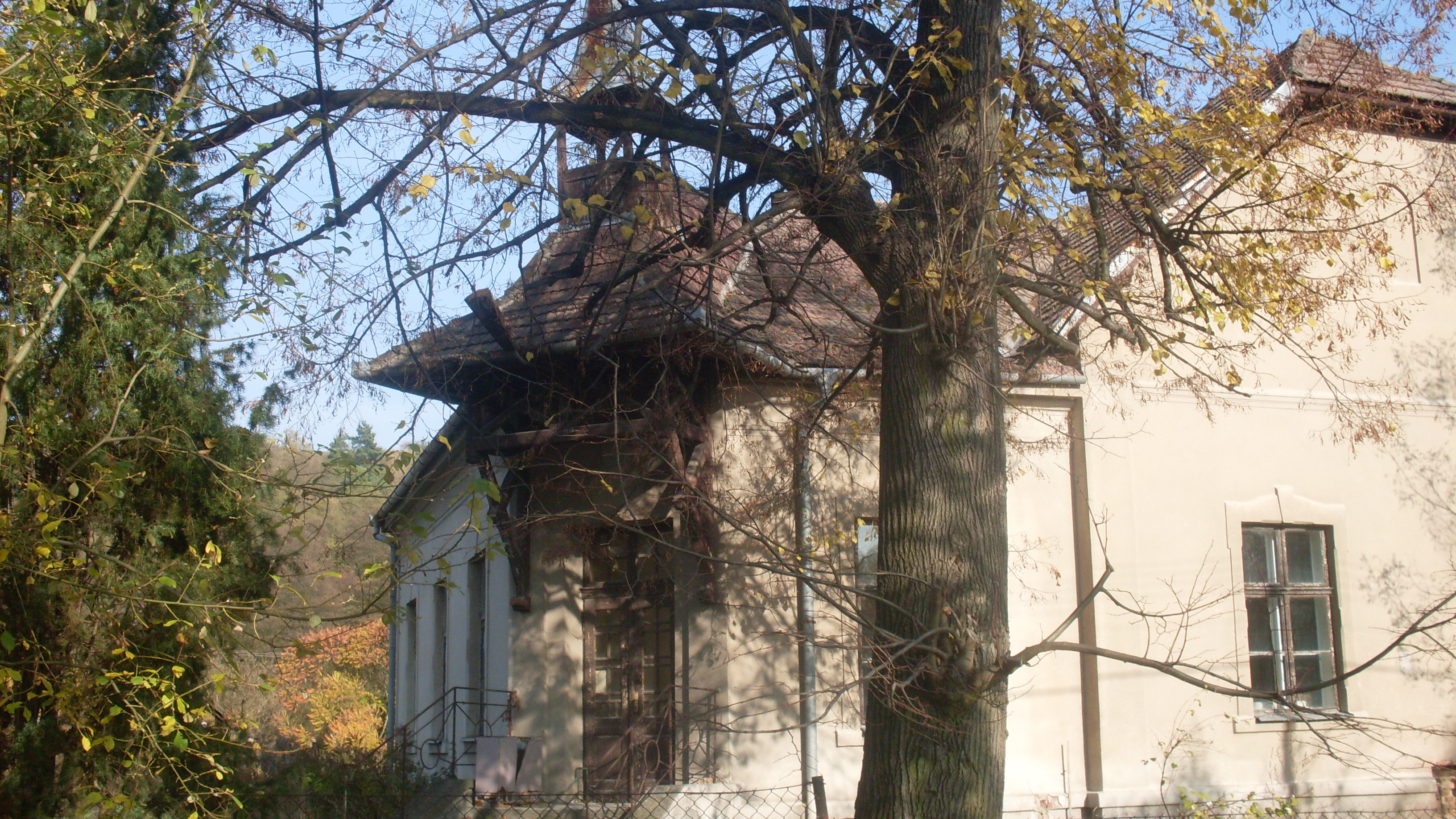
Była szkoła